# Temporada 2019 del Campeonato Mundial de Supersport

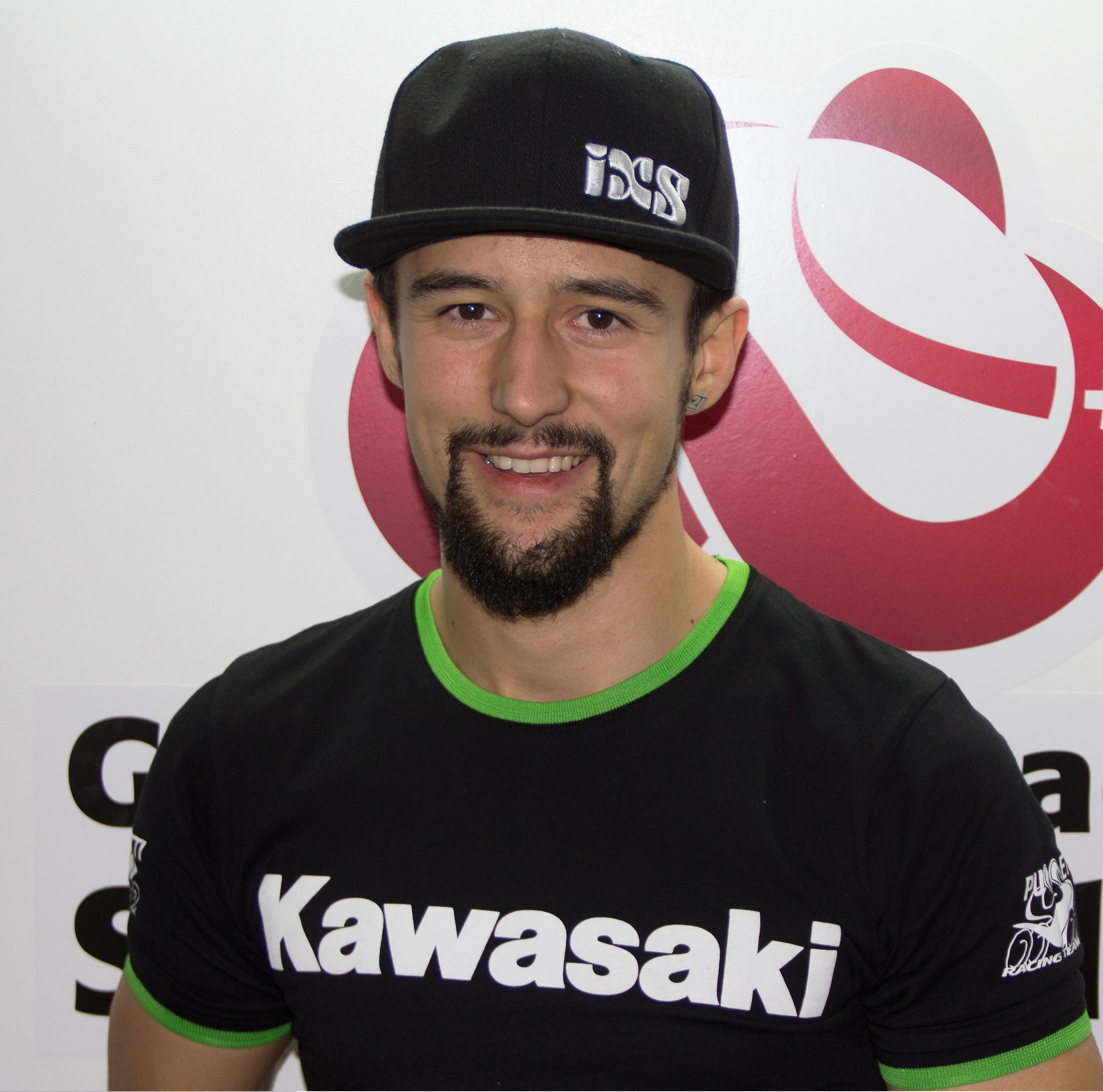
Randy Krummenacher campeón del mundo 2019 del Campeonato Mundial de Supersport

La Temporada 2019 del Campeonato Mundial de Supersport fue la vigesimoprimera temporada del Campeonato Mundial de Supersport, pero la vigesimotercera teniendo en cuenta las dos celebradas bajo el nombre de Serie Mundial de Supersport. La temporada comenzó el 24 de febrero en el Circuito de Phillip Island en Australia y terminó el 26 de octubre en el Circuito Internacional de Losail en Catar.
El suizo Randy Krummenacher se convirtió en el nuevo campeón del mundo, convirtiéndose en el primer piloto suizo en conseguirlo, logró el título al imponerse a su compañero de equipo Federico Caricasulo en la última fecha en el Circuito Internacional de Losail. El equipo de ambos el BARDAHL Evan Bros. WorldSSP Team ganó el título de equipos, mientras que en el apartado de constructores,  Yamaha consiguió el tercer título de constructores de forma consecutiva por segunda vez en su historia.

## Calendario
| Calendario 2019 | Calendario 2019 | Calendario 2019                       | Calendario 2019  | Calendario 2019     | Calendario 2019     | Calendario 2019     | Calendario 2019                  |
| Rnd             | País            | Circuito                              | Fecha            | Superpole           | Vuelta Rápida       | Piloto Ganador      | Equipo Ganador                   |
| --------------- | --------------- | ------------------------------------- | ---------------- | ------------------- | ------------------- | ------------------- | -------------------------------- |
| 1               | Australia       | Phillip Island Grand Prix Circuit     | 24 de febrero    | Federico Caricasulo | Randy Krummenacher  | Randy Krummenacher  | BARDAHL Evan Bros. WorldSSP Team |
| 2               | Tailandia       | Chang International Circuit           | 17 de marzo      | Jules Cluzel        | Randy Krummenacher  | Jules Cluzel        | GMT94 Yamaha                     |
| 3               | España          | Motorland Aragón                      | 7 de abril       | Thomas Gradinger    | Raffaele De Rosa    | Randy Krummenacher  | BARDAHL Evan Bros. WorldSSP Team |
| 4               | Países Bajos    | TT Circuit Assen                      | 14 de abril      | Randy Krummenacher  | Lucas Mahias        | Federico Caricasulo | BARDAHL Evan Bros. WorldSSP Team |
| 5               | Italia          | Autodromo Enzo e Dino Ferrari         | 12 de mayo       | Randy Krummenacher  | Randy Krummenacher  | Randy Krummenacher  | BARDAHL Evan Bros. WorldSSP Team |
| 6               | España          | Circuito de Jerez                     | 9 de junio       | Randy Krummenacher  | Federico Caricasulo | Federico Caricasulo | BARDAHL Evan Bros. WorldSSP Team |
| 7               | Italia          | Misano World Circuit Marco Simoncelli | 23 de junio      | Lucas Mahias        | Federico Caricasulo | Randy Krummenacher  | BARDAHL Evan Bros. WorldSSP Team |
| 8               | Reino Unido     | Donington Park                        | 7 de julio       | Federico Caricasulo | Federico Caricasulo | Jules Cluzel        | GMT94 Yamaha                     |
| 9               | Portugal        | Algarve International Circuit         | 8 de septiembre  | Federico Caricasulo | Randy Krummenacher  | Federico Caricasulo | BARDAHL Evan Bros. WorldSSP Team |
| 10              | Francia         | Circuit de Nevers Magny-Cours         | 29 de septiembre | Kyle Smith          | Isaac Viñales       | Lucas Mahias        | Kawasaki Puccetti Racing         |
| 11              | Argentina       | Circuito San Juan Villicum            | 13 de octubre    | Corentin Perolari   | Lucas Mahias        | Jules Cluzel        | GMT94 Yamaha                     |
| 12              | Catar           | Losail International Circuit          | 26 de octubre    | Federico Caricasulo | Lucas Mahias        | Lucas Mahias        | Kawasaki Puccetti Racing         |

## Pilotos y equipos
| Parrilla 2019                          | Parrilla 2019 | Parrilla 2019    | Parrilla 2019 | Parrilla 2019          | Parrilla 2019 |
| Equipo                                 | Constructor   | Moto             | N.º           | Piloto                 | Rondas        |
| -------------------------------------- | ------------- | ---------------- | ------------- | ---------------------- | ------------- |
| Appleyard Macadam Integro              | Yamaha        | Yamaha YZF-R6    | 2             | Brad Jones             | 8             |
| Appleyard Macadam Integro              | Yamaha        | Yamaha YZF-R6    | 14            | Jack Kennedy           | 8             |
| Team Tóth Team Tóth by Willirace       | Yamaha        | Yamaha YZF-R6    | 2             | Brad Jones             | 12            |
| Team Tóth Team Tóth by Willirace       | Yamaha        | Yamaha YZF-R6    | 15            | Alfonso Coppola        | 11            |
| Team Tóth Team Tóth by Willirace       | Yamaha        | Yamaha YZF-R6    | 40            | Alen Győrfi            | 6–9           |
| Team Tóth Team Tóth by Willirace       | Yamaha        | Yamaha YZF-R6    | 61            | Gabriele Ruiu          | 5, 10         |
| Team Tóth Team Tóth by Willirace       | Yamaha        | Yamaha YZF-R6    | 80            | Héctor Barberá         | 1–3           |
| MV Agusta Reparto Corse                | MV Agusta     | MV Agusta F3 675 | 3             | Raffaele De Rosa       | Todas         |
| MV Agusta Reparto Corse                | MV Agusta     | MV Agusta F3 675 | 20            | Filippo Fuligni        | 11–12         |
| MV Agusta Reparto Corse                | MV Agusta     | MV Agusta F3 675 | 22            | Federico Fuligni       | 1–10          |
| GEMAR – Ciociaria Corse WorldSSP Team  | Honda         | Honda CBR600RR   | 4             | Christian Stange       | 2–12          |
| GEMAR – Ciociaria Corse WorldSSP Team  | Honda         | Honda CBR600RR   | 15            | Alfonso Coppola        | 1–5           |
| GEMAR – Ciociaria Corse WorldSSP Team  | Honda         | Honda CBR600RR   | 53            | Gianluca Sconza        | 6–12          |
| GEMAR – Ciociaria Corse WorldSSP Team  | Honda         | Honda CBR600RR   | 61            | Gabriele Ruiu          | 1             |
| MS Racing                              | Yamaha        | Yamaha YZF-R6    | 6             | María Herrera          | 1–7           |
| MS Racing                              | Yamaha        | Yamaha YZF-R6    | 31            | Daniel Valle           | 9–12          |
| MS Racing                              | Yamaha        | Yamaha YZF-R6    | 66            | Álex Toledo            | 8             |
| Kallio Racing                          | Yamaha        | Yamaha YZF-R6    | 6             | María Herrera          | 9             |
| Kallio Racing                          | Yamaha        | Yamaha YZF-R6    | 32            | Isaac Viñales          | Todas         |
| Kallio Racing                          | Yamaha        | Yamaha YZF-R6    | 36            | Thomas Gradinger       | 1–8, 10–12    |
| Kallio Racing                          | Yamaha        | Yamaha YZF-R6    | 84            | Loris Cresson          | Todas         |
| Landbridge Transport Yamaha            | Yamaha        | Yamaha YZF-R6    | 7             | Tom Toparis            | 1             |
| GMT94 Yamaha                           | Yamaha        | Yamaha YZF-R6    | 9             | Maximilien Bau         | 10            |
| GMT94 Yamaha                           | Yamaha        | Yamaha YZF-R6    | 16            | Jules Cluzel           | Todas         |
| GMT94 Yamaha                           | Yamaha        | Yamaha YZF-R6    | 94            | Corentin Perolari      | Todas         |
| Orelac Racing VerdNatura               | Kawasaki      | Kawasaki ZX-6R   | 10            | Nacho Calero           | Todas         |
| Team Pedercini Racing                  | Kawasaki      | Kawasaki ZX-6R   | 11            | Kyle Smith             | 11–12         |
| Team Pedercini Racing                  | Kawasaki      | Kawasaki ZX-6R   | 86            | Ayrton Badovini        | Todas         |
| SGM Tecnic                             | Yamaha        | Yamaha YZF-R6    | 12            | Luca Ottaviani         | 5, 7          |
| Team GREEN SPEED                       | Kawasaki      | Kawasaki ZX-6R   | 13            | Roberto Rolfo          | 7             |
| Team Rosso e Nero                      | Yamaha        | Yamaha YZF-R6    | 20            | Filippo Fuligni        | 7             |
| Team Rosso e Nero                      | Yamaha        | Yamaha YZF-R6    | 33            | Kevin Manfredi         | 7             |
| BARDAHL Evan Bros. WorldSSP Team       | Yamaha        | Yamaha YZF-R6    | 21            | Randy Krummenacher     | Todas         |
| BARDAHL Evan Bros. WorldSSP Team       | Yamaha        | Yamaha YZF-R6    | 27            | Mattia Casadei         | 7             |
| BARDAHL Evan Bros. WorldSSP Team       | Yamaha        | Yamaha YZF-R6    | 64            | Federico Caricasulo    | Todas         |
| EMPERADOR Racing Team                  | Yamaha        | Yamaha YZF-R6    | 23            | Loïc Arbel             | 6             |
| EMPERADOR Racing Team                  | Yamaha        | Yamaha YZF-R6    | 39            | Borja Quero            | 6             |
| Go4Racing                              | Yamaha        | Yamaha YZF-R6    | 24            | Arne De Wintere        | 4             |
| Hobelsberger Racing                    | Yamaha        | Yamaha YZF-R6    | 26            | Patrick Hobelsberger   | 7             |
| QMMF Racing Team                       | Yamaha        | Yamaha YZF-R6    | 29            | Saeed Al Sulaiti       | 12            |
| EAB Racing Team                        | Kawasaki      | Kawasaki ZX-6R   | 30            | Glenn van Straalen     | Todas         |
| MPM WILSport Racedays                  | Honda         | Honda CBR600RR   | 38            | Hannes Soomer          | 1–8, 10–12    |
| MPM WILSport Racedays                  | Honda         | Honda CBR600RR   | 61            | Gabriele Ruiu          | 9             |
| MPM WILSport Racedays                  | Honda         | Honda CBR600RR   | 74            | Jaimie van Sikkelerus  | Todas         |
| Rubin Racing Team                      | Yamaha        | Yamaha YZF-R6    | 43            | Daniel Rubin           | 4             |
| Kawasaki Puccetti Racing               | Kawasaki      | Kawasaki ZX-6R   | 44            | Lucas Mahias           | Todas         |
| Kawasaki Puccetti Racing               | Kawasaki      | Kawasaki ZX-6R   | 78            | Hikari Okubo           | Todas         |
| YAMAHA PTT Lubricants TANN Racing      | Yamaha        | Yamaha YZF-R6    | 46            | Ratchada Nakcharoensri | 2             |
| Team Hartog – Against Cancer           | Kawasaki      | Kawasaki ZX-6R   | 47            | Rob Hartog             | Todas         |
| Altogoo Racing Team                    | Yamaha        | Yamaha YZF-R6    | 48            | Xavier Navand          | 10            |
| Team Rosso Corsa                       | Yamaha        | Yamaha YZF-R6    | 55            | Massimo Roccoli        | 5, 7          |
| CIA Landlord Insurance Honda           | Honda         | Honda CBR600RR   | 56            | Péter Sebestyén        | Todas         |
| CIA Landlord Insurance Honda           | Honda         | Honda CBR600RR   | 95            | Jules Danilo           | Todas         |
| GOMMA Racing                           | Yamaha        | Yamaha YZF-R6    | 60            | Lorenzo Gabellini      | 7             |
| Team MHP Racing–Patrick Pons           | Yamaha        | Yamaha YZF-R6    | 69            | Guillaume Pot          | 10            |
| H43 Team Nobby Talasur–Blumaq          | Yamaha        | Yamaha YZF-R6    | 71            | Miquel Pons            | 9             |
| Team SWPN                              | Yamaha        | Yamaha YZF-R6    | 77            | Wayne Tessels          | 4             |
| Pilotos Copa Europea de Supersport FIM |               |                  |               |                        |               |
| Team Pedercini Racing                  | Kawasaki      | Kawasaki ZX-6R   | 11            | Kyle Smith             | 3–10          |
| DK Motorsport                          | Yamaha        | Yamaha YZF-R6    | 34            | Fabio Massei           | 5             |
| DK Motorsport                          | Yamaha        | Yamaha YZF-R6    | 48            | Xavier Navand          | 3–4           |
| DK Motorsport                          | Yamaha        | Yamaha YZF-R6    | 65            | Michael Canducci       | 6–7, 9        |
| Flembbo Leader Team                    | Kawasaki      | Kawasaki ZX-6R   | 67            | Gaëtan Matern          | 3–6, 8–10     |
| Flembbo Leader Team                    | Kawasaki      | Kawasaki ZX-6R   | 76            | Alex Bernardi          | 7             |

| Leyenda             | Leyenda |
| ------------------- | ------- |
| Piloto Titular      |         |
| Piloto Invitado     |         |
| Piloto de reemplazo |         |

## Resultados

### Campeonato de Pilotos
| Pos.      | Piloto                 | Moto      | PHI | CHA | ARA | ASS | IMO | JER | MIS | DON | POR | MAG | VIL | LOS | Pts. |
| --------- | ---------------------- | --------- | --- | --- | --- | --- | --- | --- | --- | --- | --- | --- | --- | --- | ---- |
| 1         | Randy Krummenacher     | Yamaha    | 1   | 2   | 1   | 2   | 1   | 2   | 1   | 4   | 2   | Ret | 7   | 5   | 213  |
| 2         | Federico Caricasulo    | Yamaha    | 3   | 3   | 3   | 1   | 2   | 1   | 2   | 2   | 1   | Ret | 5   | 4   | 207  |
| 3         | Jules Cluzel           | Yamaha    | 2   | 1   | 5   | 4   | 7   | 3   | 4   | 1   | 4   | 6   | 1   | 2   | 200  |
| 4         | Lucas Mahias           | Kawasaki  | 12  | 8   | 7   | 5   | 8   | 6   | 3   | 3   | 3   | 1   | 2   | 1   | 168  |
| 5         | Hikari Okubo           | Kawasaki  | 6   | 6   | 8   | 7   | 4   | 7   | 5   | 13  | 7   | 5   | 12  | 8   | 105  |
| 6         | Raffaele De Rosa       | MV Agusta | 18  | 5   | 2   | Ret | 3   | 5   | Ret | 5   | Ret | 4   | 6   | 7   | 101  |
| 7         | Isaac Viñales          | Yamaha    | Ret | 4   | 10  | 8   | 6   | 8   | 27  | 22  | Ret | 2   | 3   | 3   | 97   |
| 8         | Corentin Perolari      | Yamaha    | 7   | 11  | 6   | 6   | DNS | 9   | Ret | 8   | 6   | 7   | 4   | 6   | 91   |
| 9         | Thomas Gradinger       | Yamaha    | 5   | Ret | 4   | 3   | Ret | 4   | 9   | 6   |     | 8   | 8   | 12  | 90   |
| 10        | Ayrton Badovini        | Kawasaki  | 15  | Ret | Ret | 11  | 5   | 13  | Ret | 10  | 5   | 3   | 10  | 10  | 65   |
| 11        | Péter Sebestyén        | Honda     | 8   | 12  | 11  | 12  | 10  | 10  | 16  | 11  | 11  | 10  | 11  | 11  | 59   |
| 12        | Loris Cresson          | Yamaha    | 10  | 9   | 14  | 13  | 12  | 12  | 13  | Ret | 9   | 13  | 14  | DNS | 41   |
| 13        | Jules Danilo           | Honda     | 9   | Ret | 12  | 10  | 11  | Ret | 14  | 21  | 8   | 12  | 16  | 13  | 39   |
| 14        | Hannes Soomer          | Honda     | Ret | 10  | 17  | Ret | 9   | 11  | 7   | 15  |     | 11  | 15  | 14  | 36   |
| 15        | Kyle Smith             | Kawasaki  |     |     | 9   | Ret | 13  | Ret | 19  | Ret | Ret | 9   | 9   | 9   | 31   |
| 16        | Héctor Barberá         | Yamaha    | 4   | 7   | DNS |     |     |     |     |     |     |     |     |     | 22   |
| 17        | Federico Fuligni       | MV Agusta | Ret | Ret | 13  | 15  | 14  | Ret | 11  | 18  | 14  | Ret |     |     | 13   |
| 18        | Lorenzo Gabellini      | Yamaha    |     |     |     |     |     |     | 6   |     |     |     |     |     | 10   |
| 19        | Glenn van Straalen     | Kawasaki  | 14  | 16  | 16  | 9   | Ret | NC  | 20  | 16  | 16  | Ret | 18  | 15  | 10   |
| 20        | Jack Kennedy           | Yamaha    |     |     |     |     |     |     |     | 7   |     |     |     |     | 9    |
| 21        | Rob Hartog             | Kawasaki  | DNS | 14  | DNS | 14  | 16  | 15  | 18  | 12  | 18  | Ret | 21  | 19  | 9    |
| 22        | Jaimie van Sikkelerus  | Honda     | 13  | 13  | Ret | 17  | 17  | 18  | Ret | 14  | 15  | 18  | 17  | Ret | 9    |
| 23        | Kevin Manfredi         | Yamaha    |     |     |     |     |     |     | 8   |     |     |     |     |     | 8    |
| 24        | Brad Jones             | Yamaha    |     |     |     |     |     |     |     | 9   |     |     |     | 16  | 7    |
| 25        | Miquel Pons            | Yamaha    |     |     |     |     |     |     |     |     | 10  |     |     |     | 6    |
| 26        | Massimo Roccoli        | Yamaha    |     |     |     |     | NC  |     | 10  |     |     |     |     |     | 6    |
| 27        | Tom Toparis            | Yamaha    | 11  |     |     |     |     |     |     |     |     |     |     |     | 5    |
| 28        | Christian Stange       | Honda     |     | Ret | 18  | 18  | DNS | 16  | 21  | 17  | Ret | 14  | 13  | 22  | 5    |
| 29        | María Herrera          | Yamaha    | 16  | 15  | 15  | 19  | 15  | 14  | DSQ |     | Ret |     |     |     | 5    |
| 30        | Gabriele Ruiu          | Honda     | Ret |     |     |     |     |     |     |     | 12  |     |     |     | 4    |
| 30        | Gabriele Ruiu          | Yamaha    |     |     |     |     | Ret |     |     |     |     | Ret |     |     | 4    |
| 31        | Luca Ottaviani         | Yamaha    |     |     |     |     | 18  |     | 12  |     |     |     |     |     | 4    |
| 32        | Daniel Valle           | Yamaha    |     |     |     |     |     |     |     |     | 13  | 16  | 19  | 20  | 3    |
| 33        | Xavier Navand          | Yamaha    |     |     | Ret | Ret |     |     |     |     |     | 15  |     |     | 1    |
| 34        | Mattia Casadei         | Yamaha    |     |     |     |     |     |     | 15  |     |     |     |     |     | 1    |
|           | Wayne Tessels          | Yamaha    |     |     |     | 16  |     |     |     |     |     |     |     |     | 0    |
|           | Nacho Calero           | Kawasaki  | 17  | 18  | Ret | DNS | 19  | 17  | 22  | 19  | 17  | Ret | DNQ | 21  | 0    |
|           | Saeed Al Sulaiti       | Yamaha    |     |     |     |     |     |     |     |     |     |     |     | 17  | 0    |
|           | Guillaume Pot          | Yamaha    |     |     |     |     |     |     |     |     |     | 17  |     |     | 0    |
|           | Filippo Fuligni        | Yamaha    |     |     |     |     |     |     | 17  |     |     |     |     |     | 0    |
| MV Agusta | Filippo Fuligni        |           |     |     |     |     |     |     |     |     |     | 22  | DNS |     | 0    |
|           | Alfonso Coppola        | Honda     | DNS | 17  | 19  | 20  | Ret |     |     |     |     |     |     |     | 0    |
| Yamaha    | Alfonso Coppola        |           |     |     |     |     |     |     |     |     |     | 20  |     |     | 0    |
|           | Michael Canducci       | Yamaha    |     |     |     |     |     | 19  | 25  |     | 19  |     |     |     | 0    |
|           | Ratchada Nakcharoensri | Yamaha    |     | 19  |     |     |     |     |     |     |     |     |     |     | 0    |
|           | Alen Győrfi            | Yamaha    |     |     |     |     |     | Ret | 26  | Ret | 20  |     |     |     | 0    |
|           | Álex Toledo            | Yamaha    |     |     |     |     |     |     |     | 20  |     |     |     |     | 0    |
|           | Gianluca Sconza        | Honda     |     |     |     |     |     | 20  | Ret | 23  | DSQ | DNQ | 23  | 22  | 0    |
|           | Gaëtan Matern          | Kawasaki  |     |     | Ret | DNQ | DNQ | Ret |     | DNQ | 21  | DNQ |     |     | 0    |
|           | Roberto Rolfo          | Kawasaki  |     |     |     |     |     |     | 23  |     |     |     |     |     | 0    |
|           | Patrick Hobelsberger   | Yamaha    |     |     |     |     |     |     | 24  |     |     |     |     |     | 0    |
|           | Maximilien Bau         | Yamaha    |     |     |     |     |     |     |     |     |     | Ret |     |     | 0    |
|           | Borja Quero            | Yamaha    |     |     |     |     |     | Ret |     |     |     |     |     |     | 0    |
|           | Loïc Arbel             | Yamaha    |     |     |     |     |     | Ret |     |     |     |     |     |     | 0    |
|           | Fabio Massei           | Yamaha    |     |     |     |     | Ret |     |     |     |     |     |     |     | 0    |
|           | Daniel Rubin           | Yamaha    |     |     |     | Ret |     |     |     |     |     |     |     |     | 0    |
|           | Alex Bernardi          | Kawasaki  |     |     |     |     |     |     | DNS |     |     |     |     |     | 0    |
|           | Arne De Wintere        | Yamaha    |     |     |     | DNS |     |     |     |     |     |     |     |     | 0    |
| Pos.      | Piloto                 | Moto      | PHI | CHA | ARA | ASS | IMO | JER | MIS | DON | POR | MAG | VIL | LOS | Pts. |

| Color     | Resultado                                                               |
| --------- | ----------------------------------------------------------------------- |
| Oro       | Ganador                                                                 |
| Plata     | 2.ª plaza                                                               |
| Bronce    | 3.ª plaza                                                               |
| Verde     | Finalizó en los puntos                                                  |
| Azul      | Finalizó sin puntos                                                     |
| Azul      | NC - No clasificado                                                     |
| Violeta   | Ret - No terminó (Carrera)                                              |
| Rojo      | DNQ - No se clasificó                                                   |
| Negro     | DSQ - Descalificado                                                     |
| Blanco    | DNS - No empezó (carrera)                                               |
| Blanco    | WD - Retirado (fin de semana)                                           |
| Blanco    | C - Carrera cancelada                                                   |
| Sin color | DNP - Inscrito pero no participó                                        |
| Sin color | INJ - Lesionado                                                         |
| Sin color | EX - Excluido                                                           |
| Estado    | Resultado                                                               |
| Negrita   | Pole position                                                           |
| Cursiva   | Vuelta rápida                                                           |
| †         | Abandona, pero clasifica al completar el porcentaje requerido para ello |

### Campeonato de Constructores
| Pos. | Constructor | PHI | CHA | ARA | ASS | IMO | JER | MIS | DON | POR | MAG | VIL | LOS | Pts. |
| ---- | ----------- | --- | --- | --- | --- | --- | --- | --- | --- | --- | --- | --- | --- | ---- |
| 1    | Yamaha      | 1   | 1   | 1   | 1   | 1   | 1   | 1   | 1   | 1   | 2   | 1   | 2   | 290  |
| 2    | Kawasaki    | 6   | 6   | 7   | 5   | 4   | 6   | 3   | 3   | 3   | 1   | 2   | 1   | 181  |
| 3    | MV Agusta   | 18  | 5   | 2   | 15  | 3   | 5   | 11  | 5   | 14  | 4   | 6   | 7   | 109  |
| 4    | Honda       | 8   | 10  | 11  | 10  | 9   | 10  | 7   | 11  | 8   | 10  | 11  | 11  | 76   |
| Pos. | Constructor | PHI | CHA | ARA | ASS | IMO | JER | MIS | DON | POR | MAG | VIL | LOS | Pts. |